# Слабожанин, Николай Николаевич
Никола́й Никола́евич Слабожа́нин (14 ноября 1933, Свободный — 18 января 1991) — капитан речного флота; Герой Социалистического Труда (1986).

## Биография
В 1954 году окончил Благовещенское речное училище по специальности «техник-судоводитель». В 1954—1955 годы проходил военно-морскую практику на Тихоокеанском флоте, получил звание младшего лейтенанта.
С 1954 года работал в Ленском речном пароходстве:
- третий штурман теплохода «Первая пятилетка» (1955—1957),
- и. о. первого штурмана РБТ «Межень» (1957—1958), второй штурман, и. о. первого штурмана теплохода «Первая пятилетка» (1958—1959),
- первый штурман теплохода «40 лет ВЛКСМ»,
- капитан теплохода «Первая пятилетка», капитан — старший штурман теплохода «Ольхон» (1959—1960).

В 1956 году окончил курсы штурманов малого плавания, в 1960 — курсы совмещенных профессий (специальность «второй помощник механика»).
- капитан теплохода «40 лет ВЛКСМ» (1960—1961), буксирного теплохода «Кронштадт» (1961—1969), теплохода «Ленек» (1969—1970),
- капитан — второй помощник механика теплохода «Морской-19» (1970—1978), теплохода «Герой Клавдий Краснояров» (1978—1984), «Сибирский-2120» (впоследствии — «60 лет ЯАССР»; 1984—1987)[2].

Под его руководством на теплоходе «Кронштадт» внедрялись планы научной организации труда, благодаря чему были перевыполнены навигационные планы, снижена себестоимость перевозок и сэкономлено дизельное топливо; за семилетку экипаж дал 127 миллионов тонно-километров сверхплановой продукции, то есть ещё один годовой план.
6 февраля 1986 года удостоен звания Героя Социалистического Труда.
Избирался депутатом Якутского городского Совета, членом Пленума Якутского обкома КПСС, кандидатом в члены ЦК профсоюза работников речного и морского флота. Возглавлял совет командиров флота Жатайского судоремонтно-судостроительного завода.
В 1987 году вышел на пенсию, в 1987—1990 годы работал в службе капитана портового надзора пароходства. Умер 18 января 1991 года.

## Награды
- звание «Лучший капитан Министерства речного флота» (1963) — за успешное выполнение навигационных заданий[2][1]
- орден Ленина (14.9.1966) — за досрочное выполнение задания семилетнего плана по перевозке грузов, освоение и эксплуатацию судов новых типов и достижение высоких технико-экономических показателей в работе[2]
- серебряная медаль ВДНХ СССР (1967) — за внедрение передовых методов исследования прочности и мореходности речных судов и безаварийную их эксплуатацию в плавании река-море[2]
- орден Октябрьской революции (1977)[2]
- медаль Серп и Молот Героя Социалистического Труда и орден Ленина (6.2.1986)[1][4] — за выдающиеся достижения в повышении производительности труда, досрочное выполнение заданий одиннадцатой пятилетки, обеспечение перевозок народнохозяйственных грузов на Крайний Север, в нефтегазовые районы Западной Сибири и проявленный трудовой героизм[2]
- медали[1].

## Память
В 1999 году имя Н. Н. Слабожанина присвоено теплоходу Ленского речного пароходства (ранее — «Сибирский-2026»).